# System informacji prawnej
System informacji prawnej – system informacyjny służący do gromadzenia, systematyzowania, przetwarzania (w tym aktualizowania) i wyszukiwania informacji prawnych i prawniczych, którego zadaniem jest wspomaganie procesów tworzenia i stosowania prawa.
System informacji prawnej zazwyczaj funkcjonuje w oparciu o relacyjną bazę danych oraz program interfejsowy służący do jej obsługi. Cechami charakterystycznymi, odróżniającymi system informacji prawnej od innych baz danych o prawie są kompleksowość informacji (horyzontalność) oraz jej usystematyzowanie. Horyzontalność informacji oznacza, że system informacji prawnej z założenia stara się objąć całość prawa obowiązującego w danym kraju, a nie jakiś jego wycinek. Usystematyzowanie uzyskiwane jest dzięki relacjom występującym pomiędzy zgromadzonymi danymi, w tym pomiędzy aktami prawnymi a dokumentami zawierającymi ich wykładnię, takimi, jak orzeczenia, komentarze itd.

## Historia systemów informacji prawnej
W połowie lat 60. XX w. równocześnie w kilku państwach europejskich i w Stanach Zjednoczonych pojawiły się praktyczne próby wykorzystania komputerów do gromadzenia, systematyzowania, przetwarzania (w tym aktualizowania) i wyszukiwania informacji prawnej. W ten sposób powstały prawnicze bazy danych. Do największych baz tego typu należą obecnie amerykańskie bazy LexisNexis i Westlaw.
W Polsce prace nad pierwszym systemem informacji prawnej rozpoczęto w ośrodku informatycznym Biblioteki Sejmowej w 1974. System ten nosił wówczas nazwę: Centralny Zautomatyzowany Rejestr Aktów Normatywnych. Jego główna część funkcjonuje do dzisiaj i jest powszechnie dostępna pod nazwą Internetowy System Aktów Prawnych na stronie Sejmu RP.
Na przełomie lat 80. i 90. XX w. w Europie Środkowej zaczęły się pojawiać systemy informacji prawnej nowego typu. Pojawienie się ich w tej części Europy wynikało ze skali przeobrażeń, jakie przechodziły systemy prawne krajów, w których upadł komunizm. We wszystkich tych krajach w omawianym okresie prawo zmieniało się bardzo szybko, co powodowało ogromne trudności w posługiwaniu się tekstami aktów prawych. Systemy nowego typu zawierały nie jedną, lecz wszystkie możliwe wersje tekstu danego aktu prawnego. Pierwszym polskim systemem informacji prawnej tego typu był System Informacji Prawnej Lex, obecnie jeden z największych systemów informacji prawnej w Polsce.
Powiązanie jednego obiektu w bazie danych z potencjalnie nieograniczoną liczbą wersji tekstu tego obiektu i wyświetlanie ich w programie w zależności od parametrów chronologicznych było znaczącym osiągnięciem, które do dzisiaj nie funkcjonuje w wielu systemach informacji prawnej w Europie Zachodniej i Stanach Zjednoczonych. Podobne rozwiązania upowszechniły się poza Europą Środkową m.in. w Hiszpanii i we Włoszech.

## Pochodzenie nazwy system informacji prawnej
Nazwa system informacji prawnej została po raz pierwszy użyta w Polsce przez redakcję Systemu Informacji Prawnej Lex w 1995 i miała podkreślać połączenie bazy aktów prawnych z bazą orzeczeń Sądu Najwyższego. Nazwa ta tak się upowszechniła, że obecnie jest używana jako nazwa gatunkowa.

## Informatyka prawnicza
Badaniem procesów gromadzenia, systematyzowania, przetwarzania i wyszukiwania informacji o prawie za pomocą systemów informacji prawnej zajmuje się informatyka prawnicza.

## Wybrana literatura
- Jacek Petzel, Informatyka prawnicza. Zagadnienia teorii i praktyki, Warszawa 1999
- Prawne problemy systemów informatycznych. Materiały z konferencji, Warszawa 26–28 października 1978, Warszawa 1978
- Wojciech Wiewiórowski, Grzegorz Wierczyński, Informatyka prawnicza. Nowoczesne technologie informacyjne w pracy prawników i administracji publicznej, wyd. 3, Warszawa 2012